# Trichodezia haberhaueri
Trichodezia haberhaueri är en fjärilsart som beskrevs av Lederer 1864. Trichodezia haberhaueri ingår i släktet Trichodezia och familjen mätare. Inga underarter finns listade i Catalogue of Life.